# Guandu
O guandu (Cajanus cajan) é uma  leguminosa arbustiva da família das fabáceas com folhas alternadas trifolioladas; folíolos largos e ovais (oblonco-elípticos), folíolo terminal peciolado, enquanto que os laterais são sésseis e flores amarelas.
Desde a sua domesticação no subcontinente indiano, há pelo menos 3.500 anos, que as sementes desta planta se tornaram num alimento comum na Ásia, África e América Latina. É consumido em grande escala no sul da Ásia e é uma importante fonte de proteína para a população do subcontinente indiano. É o principal acompanhamento do arroz ou roti e tem o estatuto de alimento básico em toda a Índia.

## Nomes comuns
É ainda comummente conhecido como feijão-congo, andu, anduzeiro, guandeiro, guando, feijão-guandu, feijão-guando e feijão-bóer (em Moçambique).

## Etimologia
O nome científico do género Cajanus e da espécie cajan derivam da palavra malaia katjang, a qual se reporta a esta planta.
Quanto ao nome comum, "guandu" ou "guando" são substantivos provenientes do termo guandu da língua quiconga. Ao passo que «guandeiro», «feijão-guandu» e «feijão-guando» são substantivos advenientes de «guandu» ou «guando».
Na mesma toada, «andu» é uma palavra de origem obscura, sendo que «anduzeiro» é um substantivo adveniente de «andu».

## Descrição
O guandu é uma planta com capacidade de fixar elevadas quantidades de azoto no solo.  É uma espécie bastante útil na descompactação de solos, graças à sua raiz pivotante, que é bastante agressiva e capaz de penetrar por solos compactos e densos adentro.

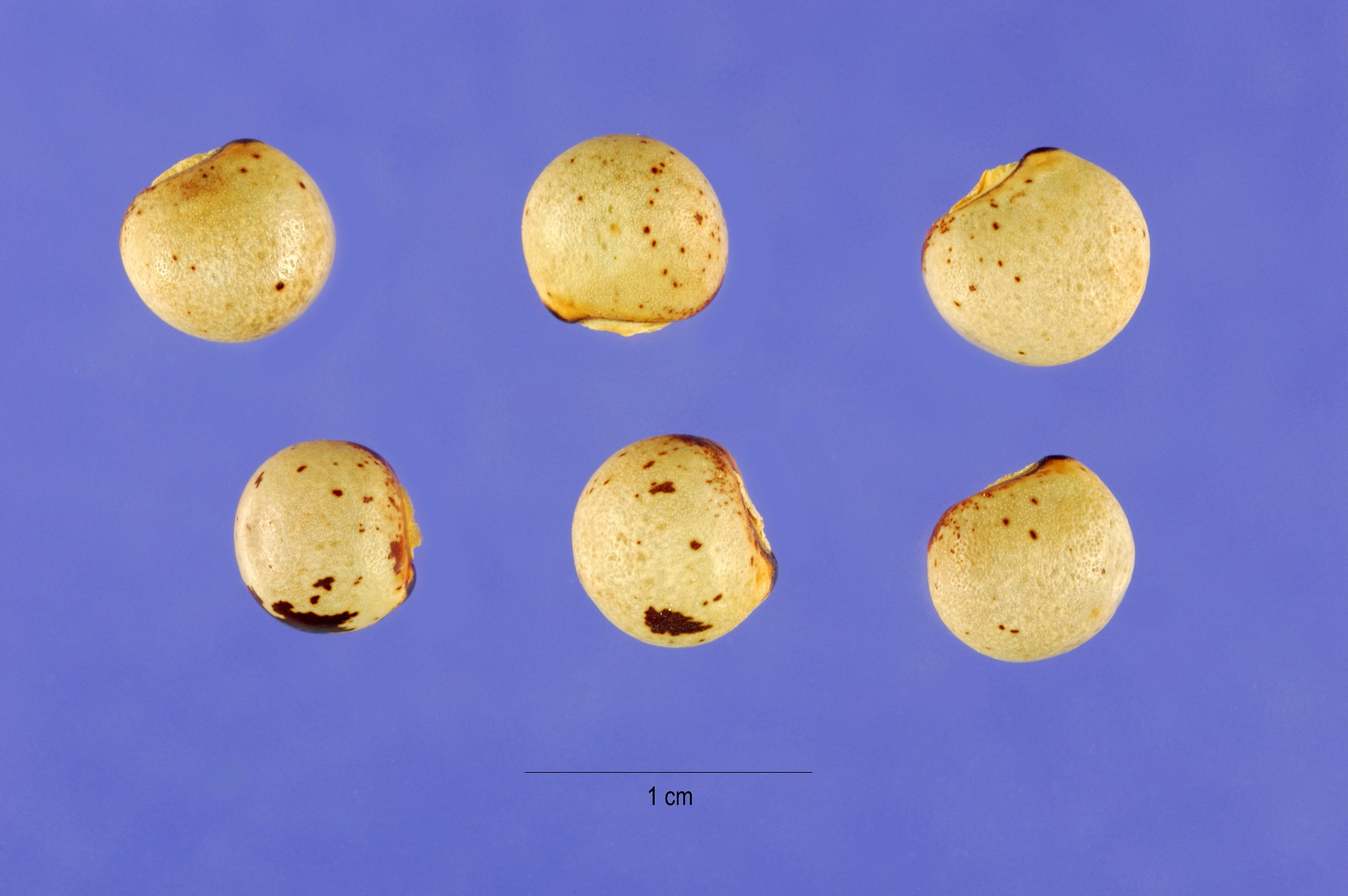
Sementes de guandu

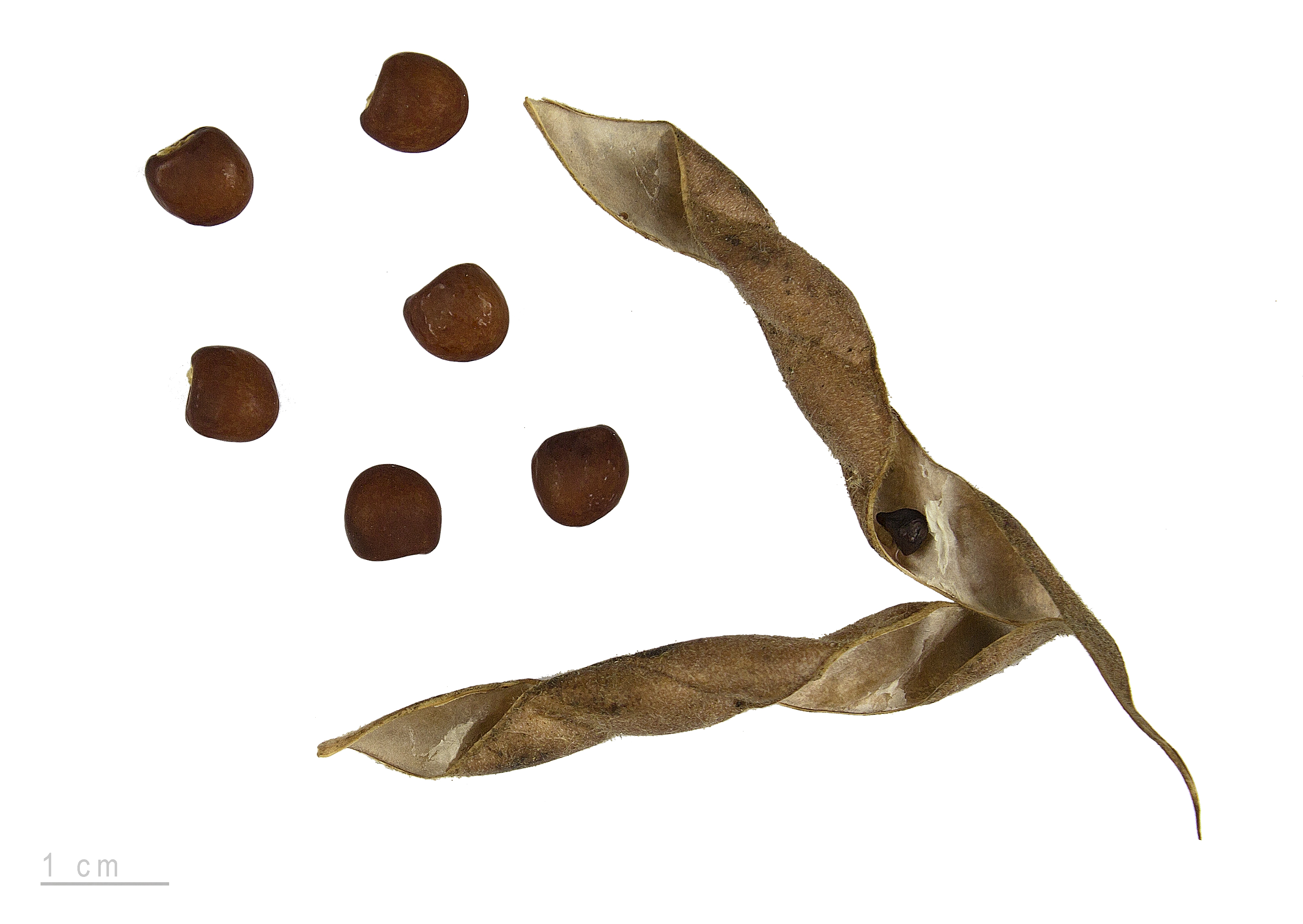
Cajanus cajan - MHNT

Os seus feijões são utilizados na alimentação humana; a sua forragem também é bastante apreciada pelos animais e apresenta, na fase de florescimento, teores que variam de 10 a 16 por cento de proteína bruta.

## Relevo na economia Moçambicana
O feijão bóer é uma das culturas e das exportações de grande destaque de Moçambique. Com efeito, em 2014, Moçambique foi o quinto maior produtor mundial de feijão bóer e o terceiro maior exportador. O maior importador do feijão bóer moçambicano é a Índia, tendo em 2016 sido celebrado entre os dois países um memorando de entendimento comercial.
A região que mais produz feijão bóer em Moçambique é a Norte, sendo que, dentre as províncias dessa região, a província da Zambézia é a que mais se destaca, enquanto maior produtora, abarcando mais de 50 % de toda a produção nacional, sucedem-lhe as províncias de Nampula e de Niassa.
Em 2018, no rescaldo da campanha agrícola de 2017, que apostou fortemente na cultura do feijão bóer, houve uma assinalada superprodução deste produto agrícola. Esta superprodução, por sua vez, traduziu-se numa baixa de preços do produto que levou a que as supra mencionadas províncias moçambicanas atravessassem uma crise económica.

## Feijão Guandu no Brasil
O feijão guandu é utilizado para alimentação humana, porém, seu uso é mais amplo na composição de dietas para nutrição animal, tanto para aves quando para ruminantes. A EMBRAPA desenvolve pesquisas neste sentido, com o desenvolvimento de novas cultivares, como o BRS Mandarim e a aplicação do guandu em sistemas de consórcio com pastagens, silagem em conjunto com milho e na recuperação de pastagens degradadas e adubação verde do solo.